# Anna von Oranien-Nassau

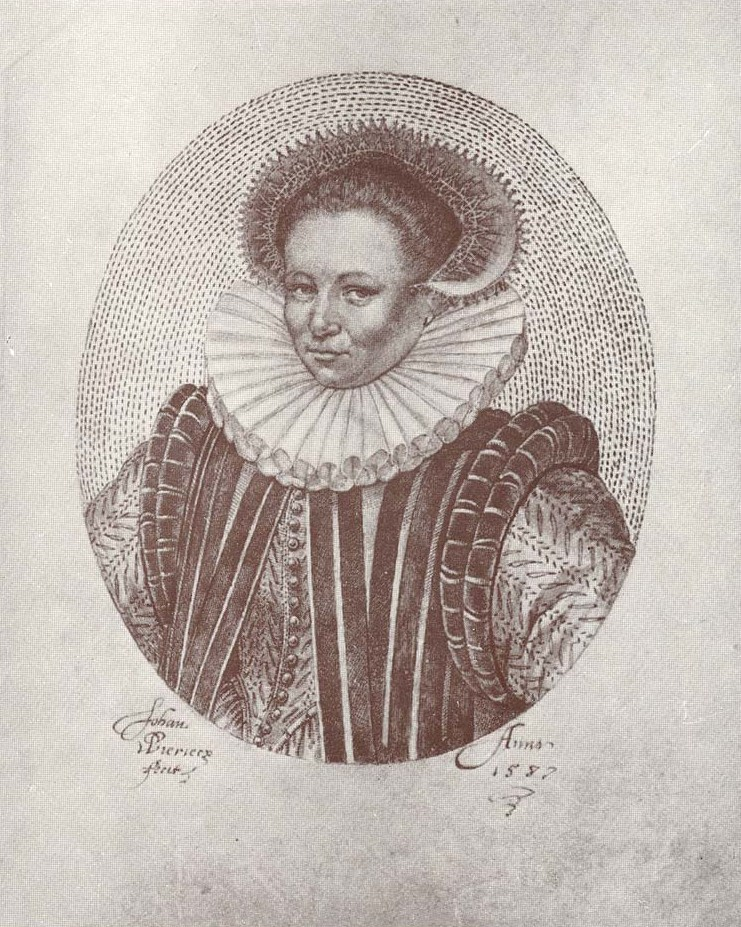
Prinzessin Anna von Oranien-Nassau

Anna von Nassau (* 5. November 1563 in Breda; † 13. Juni 1588 in Franeker) war eine niederländische Adlige, Prinzessin von Nassau-Oranien und durch Heirat Gräfin von Nassau-Dillenburg.

## Leben
Anna war eine Tochter des niederländischen Freiheitskämpfers Wilhelm I. von Nassau-Oranien und dessen zweiter Gemahlin Anna von Sachsen.
Durch die frühe Zerrüttung der Ehe ihrer Eltern wurde Anna zusammen mit ihren Geschwistern von der Mutter getrennt und wuchs bei ihrem Onkel Johann und dessen zahlreichen Kindern in Dillenburg auf. Hier verliebte sie sich in ihren Cousin Wilhelm Ludwig. Die Ehe wurde auch von Annas Vater und ihrer Stiefmutter Louise de Coligny gewünscht, doch Wilhelm Ludwigs Vater war gegen die Heirat, vermutlich wegen des maroden finanziellen Hintergrunds der Prinzessin.
Annas Bruder Moritz von Oranien half, so wie einige deutsche Verwandte, mit erheblichen Geldmitteln aus, so dass Anna am 25. November 1587 in Franeker Graf Wilhelm Ludwig von Nassau-Dillenburg heiraten konnte. Die Ehe dauerte allerdings nicht einmal ein Jahr, denn Anna starb bereits am 13. Juni 1588 mit nur 24 Jahren. Wilhelm Ludwig verkraftete den Tod seiner geliebten Gemahlin kaum, heiratete nie wieder und starb ohne Nachkommen.